# Lallaing
Lallaing – miejscowość i gmina we Francji, w regionie Hauts-de-France, w departamencie Nord.
Według danych na rok 1990 gminę zamieszkiwało 8001 osób, a gęstość zaludnienia wynosiła 1336 osób/km² (wśród 1549 gmin regionu Nord-Pas-de-Calais Lallaing plasuje się na 106. miejscu pod względem liczby ludności, natomiast pod względem powierzchni na miejscu 595.).

## Współpraca
Miejscowość partnerska:
- Écaussinnes, Belgia